# Terezinha Guilhermina
Terezinha Guilhermina Aparecida (Cuiabá, 3 ottobre 1978) è un'atleta paralimpica brasiliana, specializzata nella velocità e appartenente alla categoria T11 (ovvero totalmente non vedente dalla nascita).

## Biografia

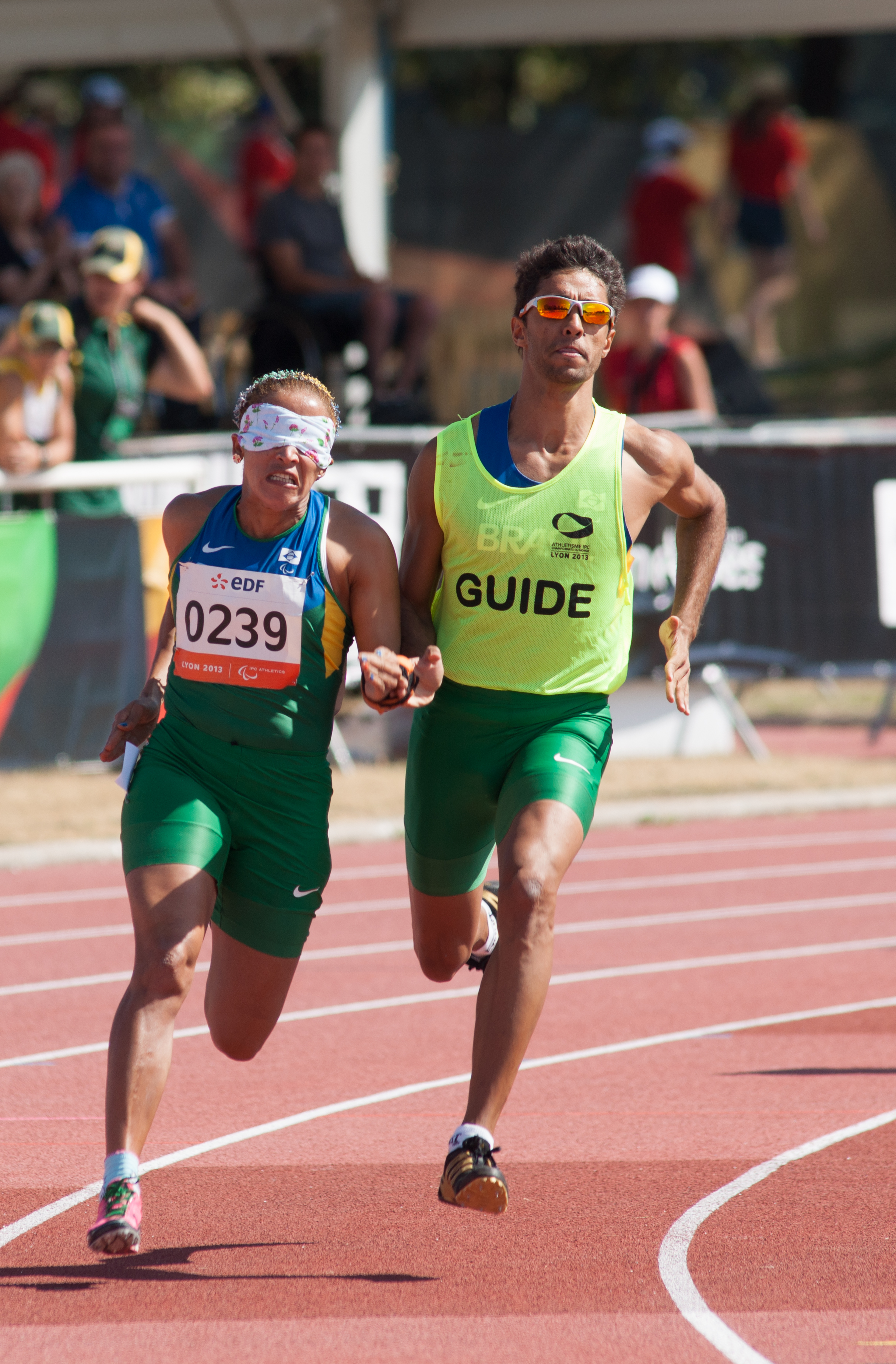
Terezinha Guilhermina durante i Mondiali 2013, con la sua guida Guilherme Santana

Nata in una famiglia povera, perde progressivamente la vista a causa della retinite pigmentosa. Altre difficoltà familiari sono dovute alla prematura scomparsa della madre e all'abbandono della casa da parte del padre. Inoltre ben cinque fratelli di Terezinha sono colpiti dalla stessa malattia. Inizialmente pratica l'atletica leggera, ma deve ripiegare per qualche tempo sul nuoto, per la mancanza di scarpe adatte alla corsa. Superato questo problema, grazie all'aiuto di una sorella, ritorna a gareggiare su brevi e medie distanze, raggiungendo ben presto l'alto livello internazionale per cui è nota.
È allenata da Amauri Verissimo, preparatore anche di Lucas Prado. Ha avuto tra le sue guide anche l'atleta Usain Bolt, con il quale ha corso una gara di preparazione ai Giochi paralimpici del 2016. Tuttavia, ha conquistato molti risultati guidata da Guilherme Santana e, dal 2015, da Rafael Lazarini e Rodrigo Chieregatto.
Terezinha Guilhermina ha una famiglia e dei figli, ai quali non sempre può dedicare tutto il tempo necessario, per gli impegni atletici.

## Filantropia
I prestigiosi risultati sportivi hanno portato l'atleta ad aprire un istituto a Maringá, per sostenere i bambini ipovedenti.

## Palmarès
| Anno | Manifestazione       | Sede           | Evento           | Risultato | Prestazione | Note                                     |
| ---- | -------------------- | -------------- | ---------------- | --------- | ----------- | ---------------------------------------- |
| 2002 | Mondiali paralimpici | Lilla          | 400 m piani T12  | 8ª        | 1'05"58     |                                          |
| 2004 | Giochi paralimpici   | Atene          | 400 m piani T12  | Bronzo    | 57"52       |                                          |
| 2004 | Giochi paralimpici   | Atene          | 800 m piani T12  | 8ª        | 2'24"72     |                                          |
| 2004 | Giochi paralimpici   | Atene          | 1500 m piani T12 | 7ª        | 5'17"25     |                                          |
| 2006 | Mondiali paralimpici | Assen          | 100 m piani T11  | Argento   | 13"00       |                                          |
| 2006 | Mondiali paralimpici | Assen          | 200 m piani T11  | Oro       | 26"32       |                                          |
| 2006 | Mondiali paralimpici | Assen          | 400 m piani T12  | Argento   | 58"42       |                                          |
| 2008 | Giochi paralimpici   | Pechino        | 100 m piani T11  | Argento   | 12"40       |                                          |
| 2008 | Giochi paralimpici   | Pechino        | 200 m piani T11  | Oro       | 25"14       |                                          |
| 2008 | Giochi paralimpici   | Pechino        | 400 m piani T12  | Bronzo    | 57"02       |                                          |
| 2011 | Mondiali paralimpici | Christchurch   | 100 m piani T11  | Oro       | 12"18       |                                          |
| 2011 | Mondiali paralimpici | Christchurch   | 200 m piani T11  | Oro       | 24"98       | Miglior prestazione personale stagionale |
| 2011 | Mondiali paralimpici | Christchurch   | 400 m piani T11  | Oro       | 57"16       | Record dei campionati                    |
| 2011 | Mondiali paralimpici | Christchurch   | 4×100 m T11-T13  | Oro       | 50"51       | [ 8 ]                                    |
| 2012 | Giochi paralimpici   | Londra         | 100 m piani T11  | Oro       | 12"01       | Record mondiale                          |
| 2012 | Giochi paralimpici   | Londra         | 200 m piani T11  | Oro       | 24"82       |                                          |
| 2012 | Giochi paralimpici   | Londra         | 400 m piani T12  | 4ª        | 1'39"73     |                                          |
| 2013 | Mondiali paralimpici | Lione          | 100 m piani T11  | Oro       | 12"16       |                                          |
| 2013 | Mondiali paralimpici | Lione          | 200 m piani T11  | Oro       | 24"74       |                                          |
| 2013 | Mondiali paralimpici | Lione          | 400 m piani T11  | Oro       | 56"56       |                                          |
| 2015 | Mondiali paralimpici | Doha           | 200 m piani T11  | Argento   | 24"95       |                                          |
| 2015 | Mondiali paralimpici | Doha           | 400 m piani T11  | Argento   | 58"52       |                                          |
| 2016 | Giochi paralimpici   | Rio de Janeiro | 400 m piani T11  | Bronzo    | 57"97       |                                          |
| 2016 | Giochi paralimpici   | Rio de Janeiro | 4×100 m T11-13   | Argento   | 47"57       | [ 9 ]                                    |